# Sorocea steinbachii
Sorocea steinbachii är en mullbärsväxtart som beskrevs av C. C. Berg. Sorocea steinbachii ingår i släktet Sorocea och familjen mullbärsväxter. Inga underarter finns listade i Catalogue of Life.